# Poren Huang

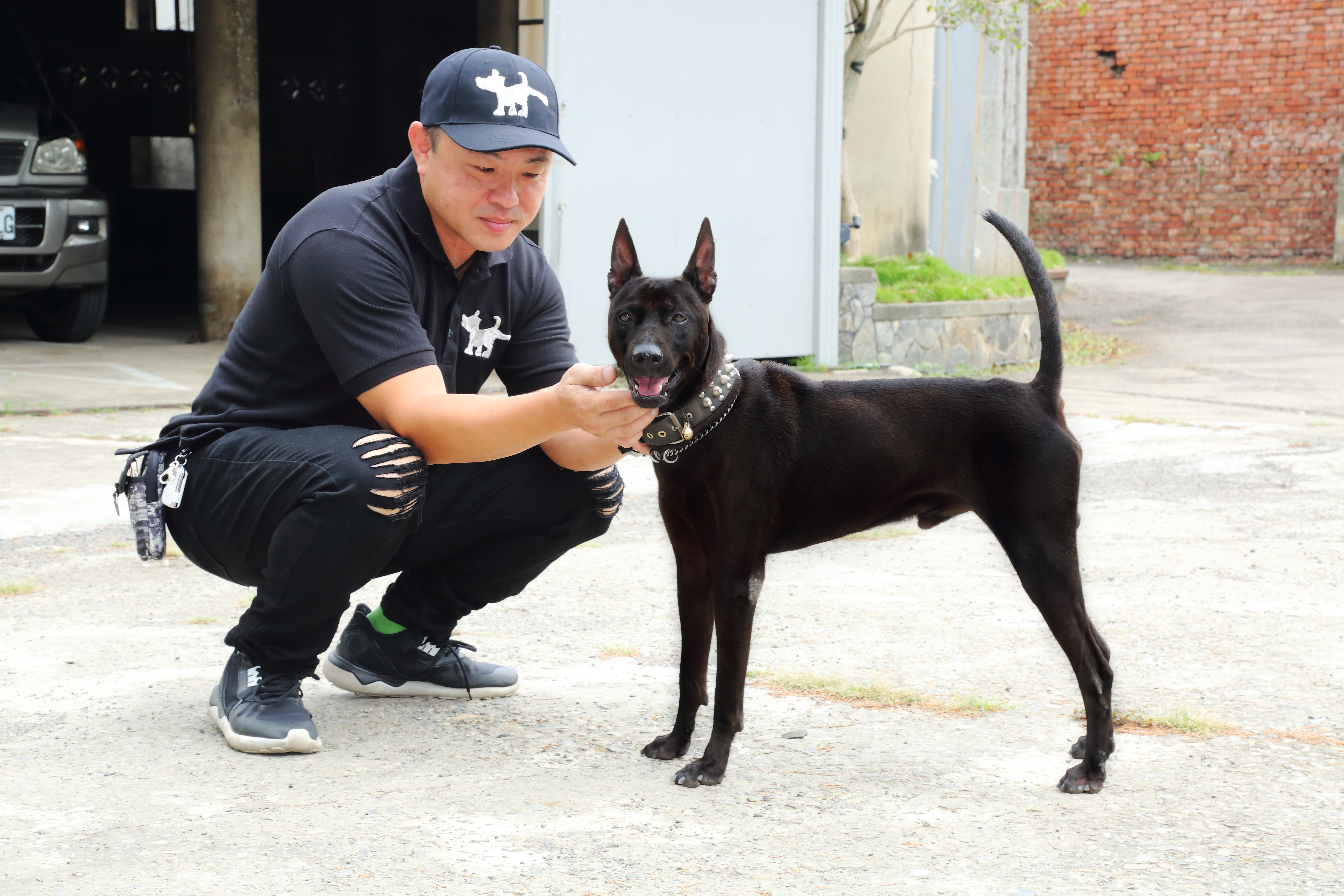
Poren Huang

Poren Huang (chinesisch 黃柏仁, * 1970 im Landkreis Taichung) ist ein aus Taiwan stammender Künstler.

## Leben
Huang studierte Bildhauerei an der Fu-Xin-Handels- und Kunstschule. 2001 nahm er an der Graz International Sculpture Exhibition in Österreich sowie an einigen Kunstmessen in Taiwan teil. Das National Taiwan Museum der Schönen Künste hat bereits zwei seiner Werke gesammelt.

## Kunst
Seine frühen Werke drücken die Kultur und das Leben der taiwanesischen Ureinwohner aus.
Ein häufiges Motiv Huangs sind Taiwanhunde. Huang hielt sich bis zu 20 Taiwanhunde, half den Weibchen bei der Geburt und beobachtete ihr Verhalten. Er erkannte, dass viele Eigenschaften, wie das Aufrechtstehen mit erhobener Brust, Schwung und Elan gerade im Leben der Menschen einer modernen Gesellschaft oft fehlen. Andererseits haben viele Menschen heutzutage Schwierigkeiten mit Druck umzugehen, sind griesgrämisch und deprimiert. Der Hund fungiert als kreativer Ausgangspunkt, um die verschiedenen Verhaltensweisen der Menschen zu erforschen.

## Einzelausstellungen
- 2001 Graz Internationale Skulpturenausstellung, Österreich
- 2002 Die Erste Internationale Mini Skulpturenausstellung in Taiwan
- 2003 Einzelausstellung von Poren Huang: „Iron Wood Forest“, Miaoli County Sanyi Wood Sculpture Museum
- 2005 „The Dog’s Note“ – Einzelausstellung im Taichung County Kultur Center, Taichung
- 2005 Gespräch der Skulptur und Gedichte, Skulpturenmuseum von Miaoli, Taiwan
- 2011 Eisen-Skulptur Ausstellung im National Museum of Natural Science
- 2014 Einzelausstellung in der Powen Galerie
- 2015 Einzelausstellung in der Williamsburg Art & Historical Center, New York, USA
- 2016 Einzelausstellung in der aquabitArt Galerie, Berlin, Deutschland
- 2016 Art Wynwood International Contemporary Art Fair, Miami, USA
- 2016 KunstRAI Art, Amsterdam, Niederlande
- 2016 Selected Art Fair, Art Copenhagen, Dänemark
- 2016 PAN Amsterdam, Amsterdam, Niederlande
- 2017 FOR REAL | I amsterdam, Amsterdam, Niederlande
- 2017 London Art Fair, Islington, Großbritannien
- 2017 Einzelausstellung in der aquabitArt Galerie, Berlin, Deutschland
- 2017 PAN Amsterdam, Amsterdam, Niederlande
- 2018 Einzelausstellung in der Powen Galerie
- 2018 „The Dog’s Note“ – Einzelausstellung in Shin Kong Mitsukoshi, Taiwan
- 2018 Einzelausstellung in der Three Square Studio, New York